# Céline Sallette
Céline Sallette (Bordeaux, 25 aprile 1980) è un'attrice e regista francese.

## Biografia
È cresciuta ad Arcachon. Si laurea in studi teatrali all'Università Montaigne Bordeaux, dove ha studiato con Georges Bigot. Ha poi recitato nella compagnia del "Piccolo Teatro di dolore", dove incontra Laurent Laffargue, il quale le dà la possibilità di recitare nel suo dittico shakespeariano "Le nostre notti avranno ragione dei nostri giorni" tratto dall' "Otello" e da "Sogno di una notte di mezza estate" nel 1999. Nel 2002, ha seguito un corso sotto la direzione di Ariane Mnouchkine al Théâtre du Soleil e frequenta il CNSAD. Lascia il Conservatorio e Patrick Grandperret le dà un ruolo in "Meurtrières" (2006).
Nel 2006 ottiene una parte in Maria Antonietta di Sofia Coppola. Recita nel film L'Apollonide: Souvenirs de la maison close di Bertrand Bonello (2011) che le vale una nomination al Premio César per la migliore promessa femminile nel 2012. Appare a "Rust and Bone", Jacques Audiard (2012), in "Capital" di Costa-Gavras (2012), nella fiction di Valeria Bruni-Tedeschi, "Un castello in Italia" (2013). Fa parte del cast della serie di successo Les Revenants (2012), di Canal+.
Nel 2013 ritorna al in teatro con Molly Bloom, la chair qui dit oui , regia di Laurent Laffargue, che la dirige in una scena tratta dal capitolo finale dell'Ulisse di James Joyce. Nel 2014 che partecipa al nuovo film di Tony Gatlif, Geronimo, in cui recita un ruolo di primo piano, e recita in French Connection di Cédric Jimenez. Nel maggio 2016, Sallette è stata membro della giuria del Certain Regard al 69º Festival di Cannes. Nel 2024 presenta al Festival di Cannes il film da lei realizzato Niki. Il film viene selezionato nella sezione Un Certain Regard.

### Vita privata
Ha avuto una relazione con il regista Laurent Laffargue con il quale ha una figlia, Alice. Ha un secondo figlio, nato il 25 settembre 2019, nato dalla relazione con l'architetto Philibert Dechelette.

## Filmografia

### Attore

#### Cinema
- Meurtrières, regia di Patrick Grandperret (2006)
- Marie Antoinette, regia di Sofia Coppola (2006)
- La Chambre des morts, regia di Alfred Lot (2007)
- Alibi e sospetti (Le Grand Alibi), regia di Pascal Bonitzer (2008)
- La Grande Vie, regia di Emmanuel Salinger (2009)
- Hereafter, regia di Clint Eastwood (2009)
- Avant l'aube, regia di Raphael Jacoulot (2010)
- Un été brûlant, regia di Philippe Garrel (2011)
- L'Apollonide - Souvenirs de la maison close, regia di Bertrand Bonello (2011)
- Ici-bas, regia di Jean-Pierre Denis (2011)
- Dans la tourmente, regia di Christophe Ruggia (2012)
- Un sapore di ruggine e ossa (De rouille et d'os), regia di Jacques Audiard (2012)
- Le Capital, regia di Costa-Gavras (2012)
- Un castello in Italia (Un château en Italie), regia di Valeria Bruni Tedeschi (2013)
- Mon âme par toi guérie, regia di François Dupeyron (2013)
- Un voyage, regia di Samuel Benchetrit (2014)
- Vie sauvage, regia di Cédric Kahn (2014)
- French Connection, regia di Cédric Jimenez (2014)
- Geronimo, regia di Tony Gatlif (2014)
- Les Rois du monde, regia di Laurent Laffargue (2015)
- Je vous souhaite d'être follement aimée, regia di Ounie Lecomte (2015)
- Saint Amour, regia di Gustave Kervern e Benoît Delépine (2016)
- Nos années folles, regia di André Téchiné (2017)
- Magari, regia di Ginevra Elkann (2019)
- Regine del campo (Une belle équipe), regia di Mohamed Hamidi (2019)
- Fantasie (Les Fantasmes), regia di David e Stéphane Foenkinos (2021)
- Limonov, regia di Kirill Serebrennikov (2024)

#### Televisione
- Chez Maupassant, regia di Olivier Schatzky - serie TV (2007)
- Sécurité intérieure, regia di Patrick Grandperret - serie TV (2007)
- Figaro, regia di Jacques Weber - serie TV (2008)
- L'École du pouvoir, regia di Raoul Peck - serie TV (2008)
- Frères, regia di Virginie Sauveur - serie TV (2010)
- Les Revenants - serie TV (2012-2015)
- Vernon Subutex, regia di Cathy Verney - serie TV (2019)
- La Flamme - serie TV (2020)
- Infiniti (2022)

### Regista
- Niki, regia di Céline Sallette (2024)

## Teatrografia
- Le Songe d'une nuit d'été, nos nuits auront raison de nos jours tratto da William Shakespeare, regia di Laurent Laffargue (2000)
- Terminus Daniel Keene, regia di Laurent Laffargue (2002)
- Après la répétition di Ingmar Bergman, regia di Laurent Laffargue (2008)
- Molly Bloom, la chair qui dit oui, regia di Laurent Laffargue (2013)

## Doppiatrici italiane
Nelle versioni in italiano dei suoi film, Céline Sallette è stata doppiata da:
- Selvaggia Quattrini in Regine del campo
- Domitilla D'Amico in Alibi e sospetti
- Angela Brusa in Les Revenants